# حامد لک
حامد لک (زادهٔ ۳ آذر ۱۳۶۹) دروازه‌بان فوتبال اهل ایران است که برای باشگاه فوتبال فولاد در لیگ برتر خلیج فارس بازی می‌کند.
وی سابقهٔ عضویت در تیم‌های صبای قم، تراکتور، سایپا، فولاد، نساجی، ماشین‌سازی، پرسپولیس و مس رفسنجان را در کارنامه دارد. او برای تیم‌های امید و بزرگسالان ایران نیز بازی کرده‌است.

## دوران باشگاهی

### صبای قم
او در سال ۲۰۱۰ به تیم بزرگسالان صبای قم پیوست و تا پایان فصل ۲۰۱۳ در ۵۸ بازی لیگ برای این تیم به میدان رفت.

### تراکتورسازی تبریز
حامد لک در سال ۱۳۹۲ با عقد قراردادی دو ساله به عضویت تیم تراکتورسازی تبریز درآمد. این بازیکن جز سهمیه سرباز و زیر بیست و سه سال تراکتور بود. لک توانست به همراه تیم تراکتورسازی تبریز در فصل ۹۲٫۹۳ قهرمان جام حذفی فوتبال ایران شود. در مجموع، لک در ۵۱ مسابقه برای این تیم، در لیگ به میدان رفت.

### صبای قم

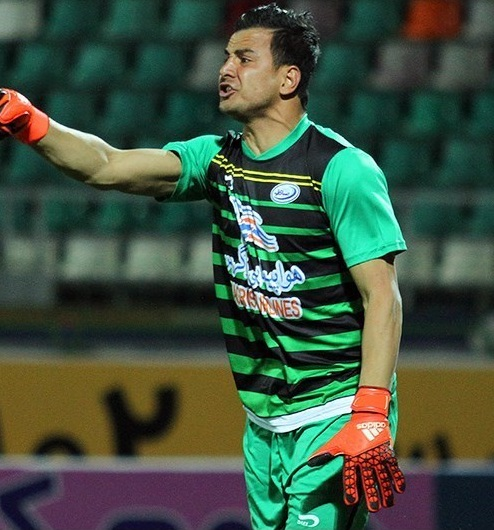
لک با صبای قم در سال ۱۳۹۴

حامد لک تا پیش از پیوستن به تیم باشگاه فوتبال تراکتورسازی تبریز با قراردادی دوساله به باشگاه فوتبال صبای قم صبای قم بازگشت و آنجا، فوتبالش را ادامه داد. در این سری، از فصل ۲۰۱۵ تا ۲۰۱۷، او در ۳۸ بازی لیگ برای این تیم، به میدان رفت.

### سایپا کرج
لک پس از یک نیم فصل حضور در تیم فوتبال صبا تصمیم گرفت ادامه کار خود را در فصل شانزدهم لیگ در سایپا سپری کند. تیمی که تنها ۱۴ بار برای آن، درون دروازه قرار گرفت.

### فولاد خوزستان
در ۴ تیر ۱۳۹۶، لک با قراردادی رسماً به تیم فوتبال فولاد خوزستان پیوست. در طول یک فصل بازی در این تیم، او ۲۵ حضور در ترکیب اصلی را تجربه کرد.

### نساجی مازندران
حامد لک در فصل ۹۸–۱۳۹۷ لیگ برتر خلیج فارس به تیم فوتبال نساجی مازندران پیوست. او در ۲۴ مسابقه در لیگ برتر، دروازه‌بان تیم نساجی مازندران بود.

### ماشین‌سازی تبریز
حامد لک در فصل ۹۹–۱۳۹۸ لیگ برتر خلیج فارس به تیم فوتبال ماشین‌سازی تبریز پیوست. او در طول یک فصل حضور در این تیم، در ۲۶ بازی به میدان رفت. او با ماشین‌سازی در جایگاه ۱۱ام لیگ ایران قرار گرفت.

### پرسپولیس تهران

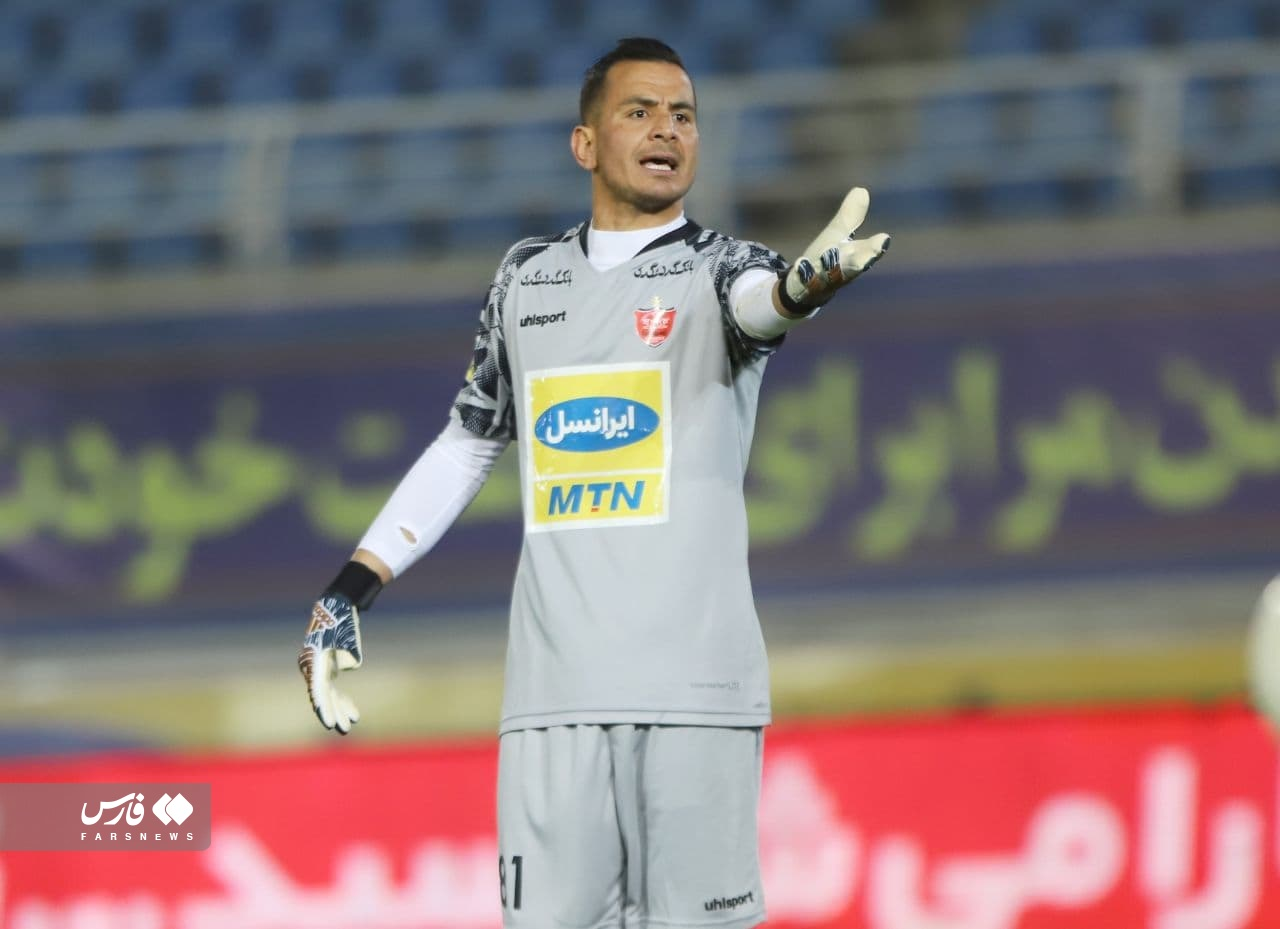
لک با پرسپولیس در سال ۱۴۰۰

در ۱۱ شهریور ۱۳۹۹، حامد لک با قراردادی دوساله به تیم فوتبال پرسپولیس پیوست. بر اساس گزارش‌ها، باشگاه به او شماره ۱ را که قبلاً علیرضا بیرانوند می‌پوشید پیشنهاد داد، پس از جدایی بیرانوند از پرسپولیس، کادر فنی این تیم به دنبال جایگزینی با دقت و با کارنامه برای وی بودند.
از هجده سالگی که اولین بازیم رو در لیگ برتر انجام دادم، لحظه‌شماری کردم تا امروز از راه برسه و عضو کوچکی از باشگاه بزرگ پرسپولیس بشم. (واکنش لک، پس از پیوستن به پرسپولیس، در ۱۲ شهریور ۱۳۹۹)
باشگاه شهر خودرو نیز حامد لک را به همراه شهاب گردان، در نظر داشت اما او نهایتاً با پرسپولیس قرارداد بست. نخستین بازی او برای پرسپولیس، در ۲۵ شهریور ۱۳۹۹ در مرحله گروهی لیگ قهرمانان آسیا ۲۰۲۰ در ورزشگاه بنیاد قطر در مسابقه‌ای برابر التعاون بود که با پیروزی ۱ بر ۰ پرسپولیس، همراه شد. بعدتر، حامد لک توانست با نمایش‌های درخشانش برای پرسپولیس، به فینال لیگ قهرمانان آسیا ۲۰۲۰ راه یابد. در آبان ۱۳۹۹، او با اختلاف بسیاری از رقبای خود، توانست عنوان بهترین دروازه‌بان لیگ قهرمانان آسیا ۲۰۲۰ در منطقه غرب را به دست آورد. همچنین هواداران فوتبال آسیا در رسانه‌ها وی را با نام «هشت‌پای ایرانی» صدا می‌زدند. کنفدراسیون فوتبال آسیا بعدتر همچنین نوشت: «پرسپولیس پس از رفتن علیرضا بیرانوند، ستارهٔ پیشین خود به فوتبال بلژیک، یک جای خالی در عقب زمین داشت، اما نمایش‌های حامد لک به گونه‌ای بود که آنها جدایی گلر پیشین خود را احساس نکردند».
در ۳۰ بهمن ۱۴۰۰، قرارداد لک به مدت یک فصل دیگر با سرخپوشان تمدید شد.
در ۲۱ خرداد ۱۴۰۱؛ طی فسخی توافقی با باشگاه پرسپولیس، لک از این تیم جدا شد.

### مس رفسنجان
لک در ۴ تیر ۱۴۰۱ با عقد قراردادی به باشگاه مس رفسنجان پیوست.

## آمار باشگاهی
تا تاریخ ۱۱ دی ۱۴۰۲
| باشگاه     | دسته       | فصل        | لیگ برتر | لیگ برتر | جام حذفی | جام حذفی | آسیا | آسیا | سوپر جام | سوپر جام | مجموع | مجموع |
| باشگاه     | دسته       | فصل        | بازی     | گل       | بازی     | گل       | بازی | گل   | بازی     | گل       | بازی  | گل    |
| ---------- | ---------- | ---------- | -------- | -------- | -------- | -------- | ---- | ---- | -------- | -------- | ----- | ----- |
| صبای قم    | لیگ برتر   | ۹۰–۱۳۸۹    | ۸        | ۰        | ۰        | ۰        | _    | _    | _        | _        | ۸     | ۰     |
| صبای قم    | لیگ برتر   | ۹۱–۱۳۹۰    | ۲۷       | ۰        | ۱        | ۰        | _    | _    | _        | _        | ۲۸    | ۰     |
| صبای قم    | لیگ برتر   | ۹۲–۱۳۹۱    | ۲۳       | ۰        | ۰        | ۰        | _    | _    | _        | _        | ۲۳    | ۰     |
| صبای قم    | مجموع      | مجموع      | ۵۸       | ۰        | ۱        | ۰        | _    | _    | _        | _        | ۵۹    | ۰     |
| تراکتور    | لیگ برتر   | ۹۳–۱۳۹۲    | ۲۶       | ۰        | ۰        | ۰        | ۴    | ۰    | _        | _        | ۳۰    | ۰     |
| تراکتور    | لیگ برتر   | ۹۴–۱۳۹۳    | ۲۵       | ۰        | ۲        | ۰        | ۵    | ۰    | _        | _        | ۳۲    | ۰     |
| تراکتور    | مجموع      | مجموع      | ۵۱       | ۰        | ۲        | ۰        | ۹    | ۰    | _        | _        | ۶۲    | ۰     |
| صبای قم    | لیگ برتر   | ۹۵–۱۳۹۴    | ۲۳       | ۰        | ۲        | ۰        | _    | _    | _        | _        | ۲۵    | ۰     |
| صبای قم    | لیگ برتر   | ۹۶–۱۳۹۵    | ۱۵       | ۰        | ۲        | ۰        | _    | _    | _        | _        | ۱۷    | ۰     |
| صبای قم    | مجموع      | مجموع      | ۳۸       | ۰        | ۴        | ۰        | _    | _    | _        | _        | ۴۲    | ۰     |
| سایپا      | لیگ برتر   | ۹۶–۱۳۹۵    | ۱۴       | ۰        | ۰        | ۰        | _    | _    | _        | _        | ۱۴    | ۰     |
| سایپا      | مجموع      | مجموع      | ۱۴       | ۰        | ۰        | ۰        | _    | _    | _        | _        | ۱۴    | ۰     |
| فولاد      | لیگ برتر   | ۹۷–۱۳۹۶    | ۲۵       | ۰        | ۱        | ۰        | _    | _    | _        | _        | ۲۶    | ۰     |
| فولاد      | مجموع      | مجموع      | ۲۵       | ۰        | ۱        | ۰        | _    | _    | _        | _        | ۲۶    | ۰     |
| نساجی      | لیگ برتر   | ۹۸–۱۳۹۷    | ۲۴       | ۰        | ۲        | ۰        | _    | _    | _        | _        | ۲۶    | ۰     |
| نساجی      | مجموع      | مجموع      | ۲۴       | ۰        | ۲        | ۰        | _    | _    | _        | _        | ۲۶    | ۰     |
| ماشین‌سازی  | لیگ برتر   | ۹۹–۱۳۹۸    | ۳۰       | ۰        | ۲        | ۰        | _    | _    | _        | _        | ۳۲    | ۰     |
| ماشین‌سازی  | مجموع      | مجموع      | ۳۰       | ۰        | ۲        | ۰        | _    | _    | _        | _        | ۳۲    | ۰     |
| پرسپولیس   | لیگ برتر   | ۰۰–۱۳۹۹    | ۲۹       | ۰        | ۱        | ۰        | ۱۳   | ۰    | ۱        | ۰        | ۴۴    | ۰     |
| پرسپولیس   | لیگ برتر   | ۰۱–۱۴۰۰    | ۲۲       | ۰        | ۲        | ۰        | ۲    | ۰    | ۱        | ۰        | ۲۷    | ۰     |
| پرسپولیس   | مجموع      | مجموع      | ۵۱       | ۰        | ۳        | ۰        | ۱۵   | ۰    | ۲        | ۰        | ۷۱    | ۰     |
| مس رفسنجان | لیگ برتر   | ۰۲–۱۴۰۱    | ۲۴       | ۰        | ۱        | ۰        | _    | _    | _        | _        | ۲۵    | ۰     |
| مس رفسنجان | لیگ برتر   | ۰۳–۱۴۰۲    | ۱۰       | ۰        | ۰        | ۰        | _    | _    | _        | _        | ۱۰    | ۰     |
| مس رفسنجان | مجموع      | مجموع      | ۳۴       | ۰        | ۱        | ۰        | _    | _    | _        | _        | ۳۵    | ۰     |
| مجموع آمار | مجموع آمار | مجموع آمار | ۳۲۵      | ۰        | ۱۶       | ۰        | ۲۴   | ۰    | ۲        | ۰        | ۳۶۷   | ۰     |

## دوران ملی

### امید ایران
لک نخستین مسابقه بین‌المللی خود را برای تیم ملی فوتبال امید ایران در ۱۱ ژوئن ۲۰۱۱ انجام داد؛ در یک بازی دوستانه در برابر سوریه.

### ایران

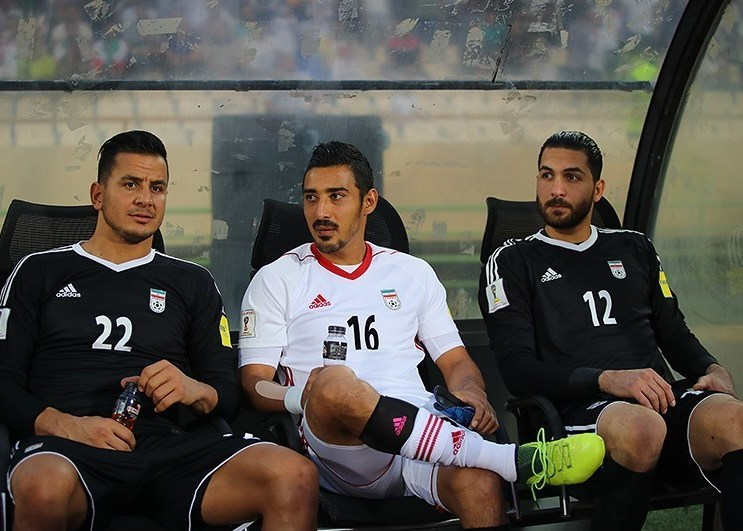
لک (سمت چپ) روی نیمکت ایران در جریان انتخابی جام جهانی فوتبال ۲۰۱۸

لک نخستین بازی خود برای تیم ملی ایران را زیر نظر کارلوس کی‌روش در ۱۵ دسامبر ۲۰۱۲ برابر یمن و در مسابقات فوتبال غرب آسیا ۲۰۱۲ انجام داد. لک عملکرد خوبی نشان داد و ایران در این بازی ۲–۱ پیروز شد. لک پس از مدت‌ها غیبت، دوباره توسط کی‌روش برای اردویی در ژوئن ۲۰۱۷، به تیم ملی فراخوانده شد.
در فروردین ۱۴۰۰، لک پس از نمایش خوب در پرسپولیس، توسط دراگان اسکوچیچ و پس از مدت‌ها به اردوی تیم ملی فوتبال ایران، فرا خوانده شد.

## آمار ملی

### بازی‌های ملی
تا تاریخ ۱۷ مارس ۲۰۱۸
| ایران | ایران | ایران    | ایران    |
| سال   | بازی  | کلین شیت | گل خورده |
| ----- | ----- | -------- | -------- |
| ۲۰۱۲  | ۱     | ۱        | ۰        |
| ۲۰۱۷  | ۱     | ۱        | ۰        |
| ۲۰۱۸  | ۱     | ۱        | ۰        |
| مجموع | ۳     | ۳        | ۰        |

## افتخارات
تراکتورسازی
- جام حذفی (۱): ۹۳–۱۳۹۲

#### پرسپولیس
- لیگ برتر خلیج فارس
  - قهرمان(۱): ۱۴۰۰–۱۳۹۹
  - نائب قهرمان(۱): ۰۱–۱۴۰۰
- سوپر جام ایران
  - قهرمان(۱): ۱۳۹۹
  - نائب قهرمان(۱): ۱۴۰۰
- لیگ قهرمانان آسیا
  - نائب قهرمان(۱): ۲۰۲۰

فردی

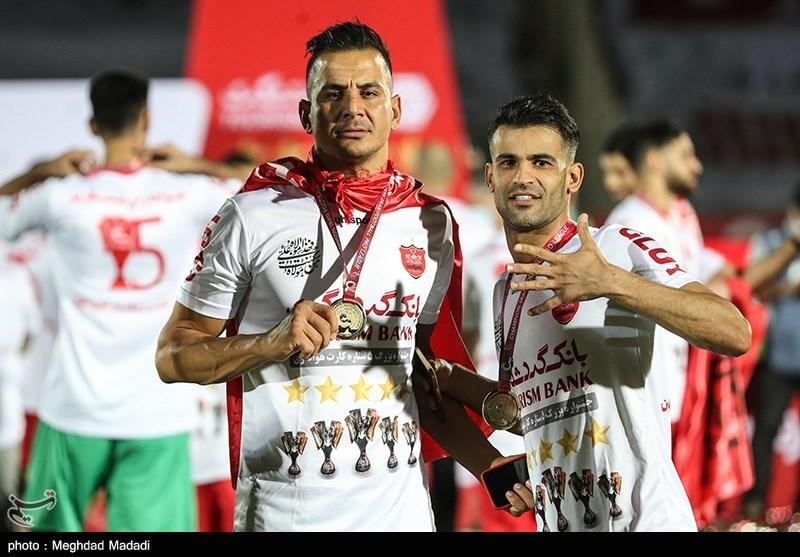
لک (سمت چپ) آل کثیر (سمت راست) در جشن قهرمانی گلات پرسپولیس

- بهترین دروازه‌بان و بازیکن لیگ قهرمانان آسیا (غرب):۲۰۲۰[۲۷]
- بهترین دروازه‌بان سال نوروز فوتبالی: ۱۳۹۹
- بهترین دروازه‌بان لیگ بیستم با۱۷ کلین شیت:لیگ برتر فوتبال ایران ۱۴۰۰–۱۳۹۹
- سومین دروازه‌بان تاریخ لیگ برتر از دید تعداد کلین‌شیت[۲۸]